# Каліо (Північна Дакота)
Каліо (англ. Calio) — місто (англ. city) в США, в окрузі Кавальєр штату Північна Дакота. Населення — 8 осіб (2020).

## Географія
Каліо розташоване за координатами 48°37′26″ пн. ш. 98°56′18″ зх. д. / 48.62389° пн. ш. 98.93833° зх. д. (48.623765, -98.938387).  За даними Бюро перепису населення США в 2010 році місто мало площу 23,02 км², з яких 21,12 км² — суходіл та 1,91 км² — водойми.

## Демографія
Згідно з переписом 2010 року, у місті мешкали 22 особи в 9 домогосподарствах у складі 5 родин. Густота населення становила 1 особа/км².  Було 13 помешкання (1/км²).
Расовий склад населення:
| - 100,0 % — білих |

До двох чи більше рас належало 0,0 %. Частка іспаномовних становила 0,0 % від усіх жителів.
За віковим діапазоном населення розподілялося таким чином: 31,8 % — особи молодші 18 років, 36,4 % — особи у віці 18—64 років, 31,8 % — особи у віці 65 років та старші. Медіана віку мешканця становила 43,5 року. На 100 осіб жіночої статі у місті припадало 100,0 чоловіків;  на 100 жінок у віці від 18 років та старших — 150,0 чоловіків також старших 18 років.
Цивільне працевлаштоване населення становило 3 особи. Основні галузі зайнятості: сільське господарство, лісництво, риболовля — 100,0 %.